# Zota (distrito)

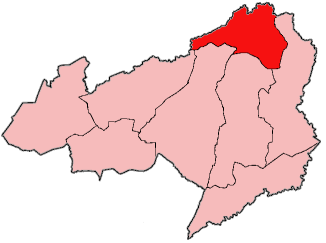
Localização de Zota no condado de Bong.

Zota é um dos oito distritos localizado no condado de Bong, Libéria.